# Berislav Skenderović
Berislav Skenderović (Zagreb, ?) je umjetnički ravnatelj i dirigent Vojvođanskih simfoničara i višegodišnji dirigent i umjetnički ravnatelj Subotičke filharmonije, a trenutno je umjetničkim ravnateljem Opere Srpskog narodnog pozorišta iz Novog Sada. Rodom je vojvođanski Hrvat.

## Životopis
Studirao je dirigiranje i sviranje klavira na beogradskoj Muzičkoj akademiji i u Münchenu na Hochschule für Musik.
Bio je zborovođom u Srp. narodnom pozorištu u Novom Sadu od 1974. 1979. je bio baletnim dirigentom u Bayerische Staatsoperi u Münchenu. 1981. je bio dirigentom u Hrvatskom narodnom kazalištu u Splitu. 1985. je postao glavnim dirigentom Simfonijskog orkestra Radiotelevizije Sarajevo, s kojim je snimio i dva albuma. 1992. odlazi u Južnu Afriku, gdje je bio glavnim dirigentom Cape Philharmonic Orchestra u Cape Townu, a bio je i gostujućim dirigentom na prestižnom Grahams town festivalu.
Bio je stalnim gostom-dirigentom u Subotičkoj filharmoniji i Simfornijskom orkestru Dubrovačkih ljetnih igara.
Njegovim povratkom u Srbiju i Crnu Goru 1997. je obnovljen rad Subotičke filharmonije, a njegovim odlaskom 2006. je ista zapravo prestala postojati. 
Od 2001. vodi Vojvođanski simfonijski orkestar. Iste je godine dobio nagradu Ferenc Bodrogvári.
Surađivao je s brojnim svjetskim poznatim glazbeničkim imenima, kao što su Ljiljana Molnar-Talajić, Igor Politkovsky, Janos Balint i drugi. Vodio je brojne orkestre diljem svijeta.
Sudjelovao je na svim velikim festivalima u bivšoj Jugoslaviji, kao što su Zagrebački Biennale, Splitsko ljeto, Dubrovačke ljetne igre...
Članom je Savjeta za kulturu Izvršnog vijeća AP Vojvodine (uz Zoltána Siflisa, Belu Durancija i druge).